# Taufbecken (Roy-Boissy)

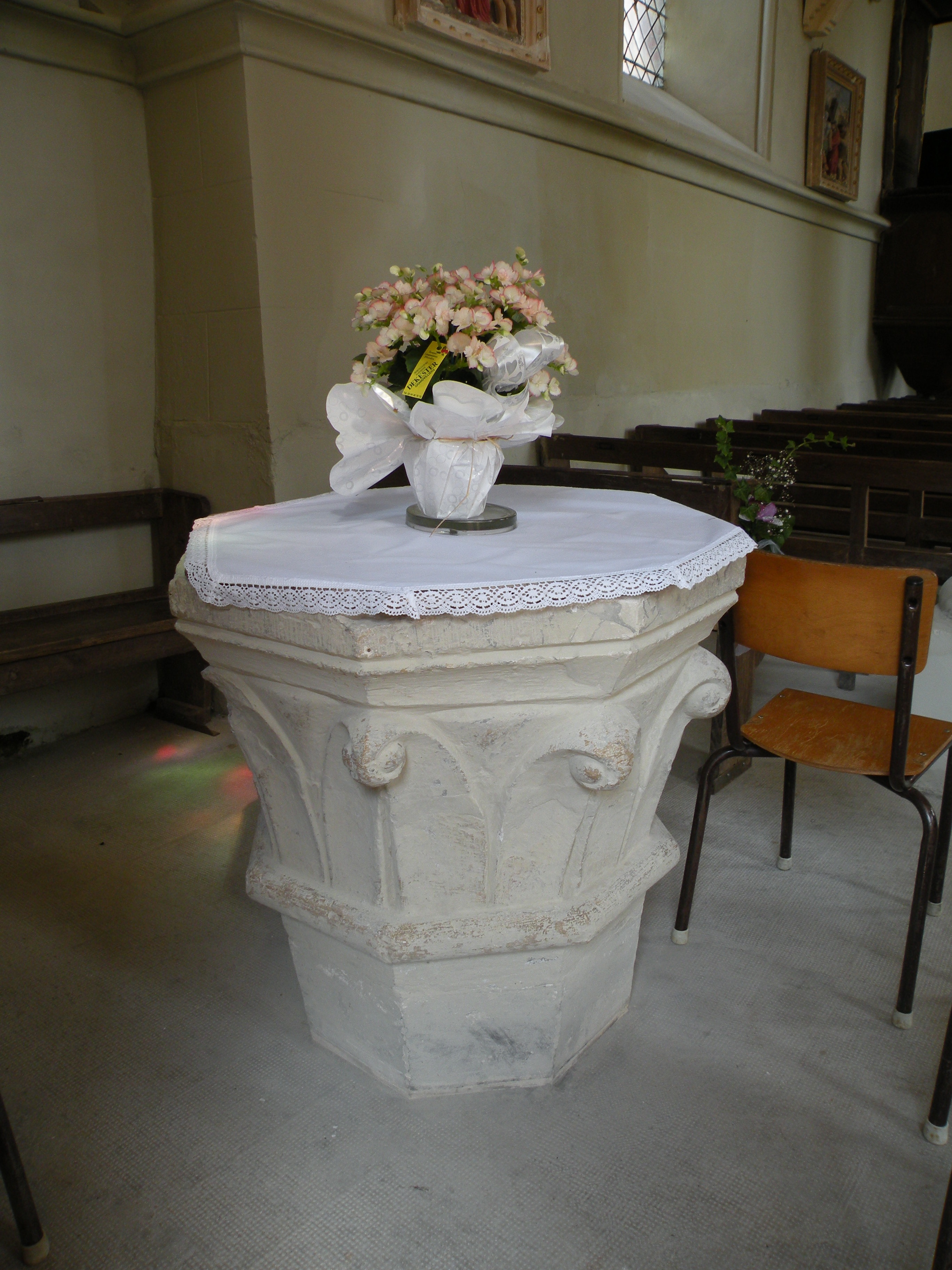
Taufbecken in Roy-Boissy

Das Taufbecken in der katholischen Pfarrkirche St-Sulpice in Roy-Boissy, einer französischen Gemeinde im Département Oise in der Region Hauts-de-France, wurde Anfang des 13. Jahrhunderts geschaffen. 
Im Jahr 1913 wurde das gotische Taufbecken als Monument historique in die Liste der geschützten Objekte (Base Palissy) in Frankreich aufgenommen.
Das 84 cm hohe Taufbecken aus Stein besitzt die Form eines Kapitells. Das achteckige Becken ist außen profiliert und mit Blattmotiven geschmückt.